# Løvskov
| Tempereret løvfældende skov Subtropisk regnskov Mediterrane biomer Monsunskove | Skovsavanner Subtropiske tørkeskove Tropisk regnskov Bjergskove |

Løvskov er en skov bestående af løvtræer. I Danmark er biotopen løvskov altid biomet Tempereret løvfældende skov. I varmere klima f.eks. i Middelhavsområdet er løvskove oftest stedsegrønne, men træerne kan i sådanne områder stadig tabe bladene ved langvarig tørke.
Typiske eksempler på løvskov i Danmark er bøgeskov, egeskov, ellesump eller diverse blandingsskove. Typiske danske løvskovstræer er bøg, Stilk-Eg, Vinter-Eg, Rød-El, Ask og Lind samt flere andre.
Andre løvskovs-biomer udenfor Danmark er:
- Tempereret regnskov
- Mediterrane skove, skovområder, og krat (Chaparral, Stedsegrøn løvskov, Maki, Garrigue)
- Tropisk og subtropisk, fugtig løvskov (Regnskov)
- Tropisk og subtropisk, tør løvskov

## Økologi
Løvskove har en meget forskelligartet økologi fra nordskandinaviske birkeskove til tropisk regnskov. Herunder beskrives derfor blot nogle almindeligt forekommende danske løvskovstyper:
- Bøgeskov: Til trods for at bøgen er naturligt forekommende i Danmark, er de fleste danske bøgeskove plantet. Vi kender disse som de klassiske "søjlehaller" af store bøgetræer, som er kendt, elsket og besunget. Bøgeskov forekommer både på muldbund og morbund, men da bøgen er et skyggetræ oftest med en fattig bundflora – undtagen i foråret før løvspring hvor f.eks. det kendte tæppe af Hvid Anemone viser sig.
- Egeskov: Egen er et andet naturligt forekommende træ i Danmark, og det er indvandret før bøgen. På de bedre jorde er egen udkonkurreret af den hurtigere voksende og mere skyggende bøg, og eg træffes derfor typisk på lidt dårligere jorde. Egen er et lystræ, hvorfor der ofte findes en rig bundflora i egeskoven. De gamle egestammer er også sig selv hjemsted for hundredvis forskellige arter af smådyr, laver og mosser. Egeskoven er en af de artrigeste danske skovtyper.
- Ellesump: En meget karakteristisk skovtype hvor Rød-el vokser på vandmættet bund
- Blandingsskov: Hvor naturskovs-strategien vinder indpas ses i stadig højere grad blandings-skov. Birk, eg og røn spirer på fattigere jorde, mens ask og ær/ahorn spirer på mere næringsrige jorde.